# Gales en el Festival de la Canción de Eurovisión Junior
Gales fue uno de los países que debutó en el XVI Festival de la Canción de Eurovisión Junior en 2018.
El 9 de mayo de 2018, la televisión pública de Gales confirmó su debut en el Festival de la Canción de Eurovisión Junior 2018, siendo su primera participación en este festival, además, es la tercera vez que esta nación no participa como parte del Reino Unido (Anteriormente en 1991, Gales debutó en Juegos sin Fronteras. Además en 2017, debutó en el Coro del Año de Eurovisión 2017).
Su puntuación media hasta 2019 es de 32 puntos.

## Participaciones
| 2018                           | Minsk   | Manw Lili Robin | "«Perta"»         | 20 | 29 |
| 2019                           | Gliwice | Erin Mai Groove | "«Calon yn Curo"» | 18 | 35 |
| No participó entre 2020 y 2024 |         |                 |                   |    |    |

## Votaciones
Gales ha dado más puntos a...
| N.º | País                | Pts |
| --- | ------------------- | --- |
| 1   | Georgia             | 18  |
| 2   | Australia           | 12  |
| 2   | Kazajistán          | 12  |
| 2   | Polonia             | 12  |
| 3   | Francia             | 10  |
| 4   | Malta               | 9   |
| 5   | Rusia               | 7   |
| 5   | España              | 7   |
| 6   | Macedonia del Norte | 6   |
| 7   | Ucrania             | 5   |
| 7   | Irlanda             | 5   |
| 8   | Serbia              | 4   |
| 9   | Azerbaiyán          | 3   |
| 9   | Italia              | 3   |
| 10  | Albania             | 2   |

Gales ha recibido más puntos de...
| N.º | País    | Pts |
| --- | ------- | --- |
| 1   | Italia  | 6   |
| 2   | Georgia | 3   |

## Portavoces
| Año  | Portavoz    | 12 Puntos  |
| ---- | ----------- | ---------- |
| 2019 | Cadi        | Kazajistán |
| 2018 | Gwen Rowley | Australia  |